# Аисиритс-Каму-Сюаст
Аисири́тс-Каму́-Сюа́ст (фр. Aïcirits-Camou-Suhast) — коммуна во Франции, находится в регионе Новая Аквитания. Департамент — Атлантические Пиренеи. Входит в состав кантона Пеи-де-Бидаш, Амикюз и Остибар. Округ коммуны — Байонна.
Код INSEE коммуны — 64010.

## География
Коммуна расположена приблизительно в 670 км к юго-западу от Парижа, в 175 км южнее Бордо, в 55 км к западу от По.
По территории коммуны протекают реки Бидуз и Жуайёз.

### Климат
Климат тёплый океанический. Зима мягкая, средняя температура января — от +5°С до +13°С, температуры ниже −10 °C бывают редко. Снег выпадает около 15 дней в году с ноября по апрель. Максимальная температура летом порядка 20-30 °C, выше 35 °C бывает очень редко. Количество осадков высокое, порядка 1100 мм в год. Характерна безветренная погода, сильные ветры очень редки.

## Население
Население коммуны на 2010 год составляло 655 человек.
| 1962 | 1968 | 1975 | 1982 | 1990 | 1999 | 2010 |
| ---- | ---- | ---- | ---- | ---- | ---- | ---- |
| 204  | 397  | 564  | 531  | 531  | 559  | 655  |

## Администрация
| Период | Период | Фамилия      | Партия                            | Примечания                               |
| ------ | ------ | ------------ | --------------------------------- | ---------------------------------------- |
| 1995   | 2014   | Ги Энеко     | Охота, рыбалка, природа, традиции | генеральный советник кантона (1995—2001) |
| 2014   | 2020   | Шанталь Эрги | Охота, рыбалка, природа, традиции |                                          |

## Экономика
В 2010 году среди 368 человек трудоспособного возраста (15—64 лет) 271 были экономически активными, 97 — неактивными (показатель активности — 73,6 %, в 1999 году было 72,5 %). Из 271 активных жителей работали 254 человека (132 мужчины и 122 женщины), безработных было 17 (6 мужчин и 11 женщин). Среди 97 неактивных 24 человека были учениками или студентами, 50 — пенсионерами, 23 были неактивными по другим причинам.
В Аисиритс-Каму-Сюаст расположена штаб-квартира сельскохозяйственного кооператива Lur Berri.

## Достопримечательности
- Церковь Св. Мартина (1841 год)[4].
- Замок Каму (XVII век). Исторический памятник с 1993 года[5].

## Фотогалерея

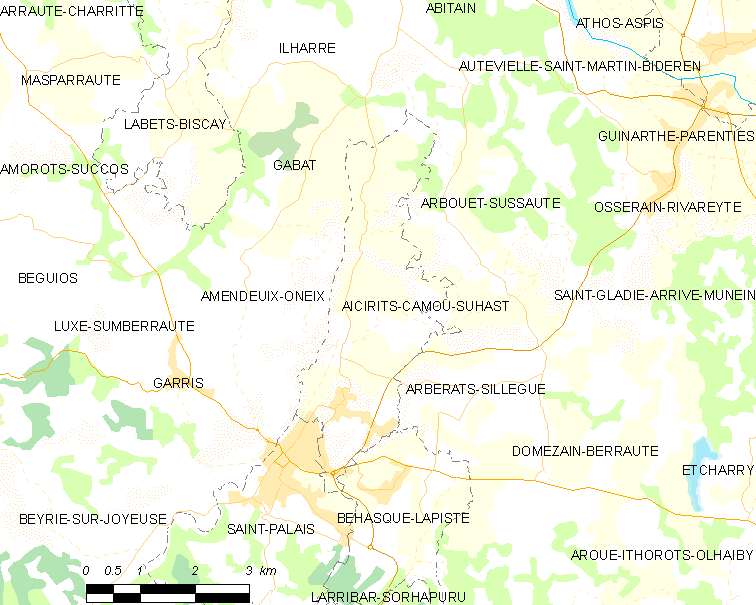
Карта коммуны